# Кролик Петрик (фільм)
Кролик Петрик (англ. Peter Rabbit) — американський комедійний анімаційний фільм 2018 року, знятий за мотивами казок Беатрікс Поттер. Прем'єра фільму в США відбулася 3 лютого 2018 року, в Україні — 22 березня цього ж року.

## Сюжет
Маленький пустотливий кролик Петрик живе разом з трьома сестричками і мамою в глибокій норі, розташованій у казковому лісі. Його мама кролиця, пані Жозефіна, володіє невеликим торговим магазинчиком і продає товари, необхідні для місцевих жителів. Вечорами до місіс Кролиці люблять заходити гості, в числі яких кузен Бенджамін Заєць зі своїм сином, порося Бленд, жабеня-рибалка на ім'я Джеремі і містер Лис з цілою командою шкодливих мишенят. Петрик з Флопсі, Мопсі, Котонтейл і Бенджаміном часто тікають углиб лісу у пошуках пригод. Маленьким звірятам завжди цікаво разом.
Овочі мама кролиця «позичає» у фермера МакГрегора, який переживає не найприємніші почуття до численного сімейства сусідів. До того ж, чоловік любить випічку з м'ясом кроликів, тому часто влаштовує полювання на безневинних тваринок. Одного разу Петрик зважується на відважний вчинок і розробляє план нападу на величезні володіння злісного МакГрегора з метою захоплення частини багатого врожаю. Чи зможе невелика команда крихітних кроленят здолати «велетня» з небезпечною зброєю, і повернутися додому із здобиччю, щоб прогодуватися взимку і безбідно прожити літо?

## У ролях
- Доналл Глісон — Томас Макгрегор, молодий фермер
- Сем Нілл — містер Макгрегор, його родич і старий фермер
- Роуз Бірн — Беатріс Поттер, вона ж Беа[8]
- Наталі Дью — Джанелла, співробітниця в універсальному магазині «Harrods»
- Терен Едвардс — Шівон, співробітниця в універмазі
- Меріанн Жан-Батист — генеральний директор
- Гарет Девіс — прапороносець
- Воксхолл Джермейн — Джексон, конвоїр в універмазі
- Том Грівз — 2-й конвоїр
- Сем Гефт — листоноша
- Саша Горлер — Бетті, таксистка
- Алекс Блаяс — Філ, апаратний клерк
- Дейв Лоусон — Кріс, апаратний клерк
- Фелікс Вільямсон — Дерек
- Мін-Чжу Гій — Сарабет
- Ленс Керфаффл — Джей Девід Скарфінгтон
- Джайла Мебасо — маленька дівчинка

### Ролі озвучували
- Джеймс Корден — кролик Петрик[8]
- Фейсал Беззі — містер Тод
- Доналл Глісон — містер Джеремі Фішер
- Sia — Пані Гороїжицька, їжачиха[9]
- Колін Муді — Бенджамін Банні, двоюрідний брат Петрика
- Сем Нілл — Томмі Брок
- Марго Роббі — Флопсі, середня сестра Петрика / текст від автора[10]
- Елізабет Дебікі — Мопсі, старша сестра Петрика[11]
- Дейзі Рідлі — Піксі, молодша сестра Петрика[11]
- Роуз Бірн — качка Джеміма
- Крістіан Гейзел — Фелікс Дір
- Юен Леслі — порося Бленд
- Олександра Глак — 1-ий лондонський вуличний пацюк
- Тейрін Глак — 2-ий лондонський вуличний пацюк
- Вілл Райгельт — Джей Дабл-Ю Рустер II
- Рейчел Ворд — Джозефін, мати Петрика
- Браян Браун — містер Кролик, батько Петрика
- Девід Венгем — Мишко Мишак-Міський
- Джессіка Фрідмен — 1-а співоча горобчиха
- Шена Голліген — 2-ий співочий горобчик
- Кетрін Гой — 3-тя співоча горобчиха
- Кріс Манн — 1-й співаючий горобець
- Чад Рейссер — 2-й співаючий горобець
- Флетчер Шерідан — 3-й співаючий горобець

## Український дубляж
Фільм дубльовано студією «Le Doyen» на замовлення компанії «B&H Film Distribution» у 2018 році.
Ролі дублювали:
- Євген Кошовий — кролик Петрик
- Ольга Цибульська — горобчиха
- Ірма Вітовська — пані Гороїжицька, їжачиха
- Катерина Брайковська — Ляпа
- Антоніна Хижняк — Піксі
- Дмитро Бузинський — Мишко Мишак-Міський
- Катерина Качан — Мопсі, старша сестра Петрика

## Цікаві факти
- Це третя спільна робота Доналла Глісона та Марго Роббі після фільмів «Бойфренд з майбутнього» (2013) і «Прощай, Крістофер Робін» (2017).
- Доналл Глісон раніше грав разом з Дейзі Рідлі у двох фільмах «Зоряних воєн» — «Пробудженні сили» (2015) і «Останніх джедаях» (2017).
- Картина стала шостим анімаційним проектом у фільмографії Джеймса Кордена після «Груффало» (2009), «Планети 51» (2009), «Доньки Груффало» (2011), «Тролів» (2016) та «Емоджі Муві» (2017).
- Спочатку роль містера МакГрегора повинна була дістатися Сему Ніллу, проте він був зайнятий на зйомках фільму «Тор: Рагнарок» (2017).
- Зйомки проходили у Британії, в тих самих краях, де на початку ХХ століття Беатріс писала книги про кролика Петрика.